# Cantó de Péronne
El cantó de Péronne és un cantó francès del departament del Somme, situat al districte de Péronne. Té 21 municipis i el cap és Péronne.

## Municipis

- Aizecourt-le-Haut
- Allaines
- Barleux
- Biaches
- Bouchavesnes-Bergen
- Bouvincourt-en-Vermandois
- Brie
- Buire-Courcelles
- Bussu
- Cartigny
- Cléry-sur-Somme
- Doingt
- Estrées-Mons
- Éterpigny
- Feuillères
- Flaucourt
- Mesnil-Bruntel
- Moislains
- Nurlu
- Péronne
- Villers-Carbonnel

## Història
| Data d'elecció                           | Identitat              | Partit | Qualitat |
| ---------------------------------------- | ---------------------- | ------ | -------- |
| 1945-1951                                | Émile Vermond          |        |          |
| 1951-1970                                | Daniel Boinet          | RPR    |          |
| 1970-1976                                | Jean Daudré            | RPR    |          |
| 1976-1982                                | Edouard Guilbeau       | PCF    |          |
| 1982-1988                                | Jean-Marie Carbonnelle | UDF-PR |          |
| 1988-                                    | Pierre Linéatte        | PS     |          |
| les dades anteriors no són pas conegudes |                        |        |          |
|                                          |                        |        |          |

## Demografia
| A partir de 1990: Població sense dobles comptes |